# Mitla
Mitla è un sito archeologico precolombiano e uno dei maggiori centri della cultura degli Zapotechi. La zona archeologica si trova all'interno della municipalità di San Pablo Villa de Mitla. Monte Albán era il centro politico più importante mentre Mitla era quello religioso più importante. Il nome Mitla deriva dalla lingua Nahuatl, dalla parola Mictlán, che era il luogo dei morti o le terre dell'oltretomba. Il nome in lingua zapoteca è Lyobaa, che significa "luogo di riposo". Il nome quindi è una trascrizione in lingua spagnola del nome azteco. Mitla possiede mosaici raffinati, disegni geometrici che ricoprono tombe, pannelli, stucchi, e anche interi muri. I mosaici sono fatti con piccole pietre incastonate assieme senza l'uso di malta.

## Storia del sito
Mitla è uno dei siti maggiormente conservati della valle di Oaxaca a causa del clima secco. La valle era abbastanza isolata, ma gli Zapotechi avevano comunque contatti con altri popoli presenti in mesoamerica. Quando gli spagnoli arrivarono nella valle, lo stato zapoteco contava 500.000 abitanti, che conoscevano un sistema di scrittura, usavano due sistemi di calendari, e una società agricola che produceva mais, fagioli, chili, con l'uso di terrazze e sistemi di irrigazione nelle montagne.
Mitla stessa era abitata almeno a partire dal periodo Classico (100-650) e la città continuò a prosperare fino al 900. Venne inizialmente costruita come villaggio fortificato sul lato esterno della valle, e in seguito diventò il centro religioso più importante della zona. I Mixtechi diventarono i padroni della zona intorno al 1000 ma la città continuò ad essere abitata da gente zapoteca. La città raggiunse l'apice della prosperità e dell'estensione territoriale tra il 750 e il 1521, mostrando influenze architetturali sia zapoteche che mixteche.
Gli spagnoli giunsero nella città poco tempo dopo il 1520. In quel periodo la zona copriva 1–2  chilometri quadrati di territorio, con aree urbano intorno. Nelle aree rurali si praticava l'agricoltura intensiva su un'area di più di 20 chilometri quadrati per soddisfare i bisogni alimentari della città.
Durante gli inizi del periodo coloniale i soldati e i missionari scrissero testi raccontando ciò che accadeva nella regione. Uno dei primi a scrivere testi su Mitla fu il frate Toribio de Benavente Motolina a metà del XVI secolo. Siccome la città era un centro di particolare influenza nella civiltà zapoteca, venne saccheggiata e molti edifici vennero distrutti. Alcune delle stanze nella città vennero occupate da sacerdoti spagnoli. La distruzione della città venne eseguita per ordine dell'arcivescovo Albuquerque nel 1553. I resti di pietra vennero usati per costruire chiese, tra cui la chiesa di San Pablo che si trova in cima a delle rovine. Il lato nord della cattedrale mostra dei disegni che simboleggiano il nuovo ordine religioso.
All'inizio del XX secolo, il governo di Porfirio Díaz scelse Mitla come uno dei simboli emblematici del Messico pre-ispanico dove festeggiare il centenario della indipendenza. Alfonso Caso fece scavi a Mitla negli anni 20 e 30. Sono stati effettuati altri scavi dagli anni ottanta con lavori importanti portati a termine alla fine del XX secolo.

## Descrizione del sito
A differenza di Monte Albán, che possiede molte piramidi su colline, Mitla possiede costruzioni sul fondo della valle. L'architettura è meno appariscente ma più orientata verso il benestare e il comfort della gente che vi risiedeva. La costruzione della città iniziò nell'850 e continuò fino all'arrivo degli spagnoli. Il gruppo più vecchio è datato tra il 450 e il 700 e mostra uno stile simile a quello di Monte Alban. Questo sito rappresenta un prodotto del sincretismo degli stili zapotechi e mixtechi.
I cinque gruppo di costruzioni sono chiamati Gruppo Sud, Gruppo Adobe, Gruppo Arroyo, Gruppo delle Colonne e Gruppo Nord. Tutte le costruzioni dei gruppi sono allineate secondo le direzioni cardinali. 
Il Gruppo delle Colonne e il Gruppo Nord sono stati completamente riportati alla luce negli anni ottanta e sono visitabili dai turisti.

## Turismo
Mitla è il secondo sito archeologico per numero di visite turistiche nello stato messicano di Oaxaca. Il sito di Mitla è importante per la città vicina di San Pablo Villa de Mitla, in quanto le attività correlate al turismo sostengono l'economia della zona. La maggior parte della gente che visita il sito è messicana proveniente da Veracruz e Puebla, seguita da gente europea. In media vi sono 500 visite al giorno.